# 勝本勘三郎
勝本 勘三郎（かつもと かんざぶろう、1867年1月17日（慶応2年12月12日） - 1923年（大正12年）12月17日）は、日本の法学者（刑法）・検察官・弁護士。京都帝国大学などを歴任。財団法人立命館初代協議員。

## 人物
フランス刑法が通説的地位を支配していた旧刑法時代に、ドイツにおける旧派と新派の学派争いを日本に紹介した人物であり、基本的立場は、新派刑法理論に立つが、その犯罪理論は、不能犯において客観説をとるなどむしろ主観主義的色彩の薄いものであった。

## 経歴
- 1866年12月12日 三重県に生まれる
- 1884年 司法省法学校に官費予科寄宿生として入学(第4期生)
- 1893年 帝国大学を卒業
- 1897年 検事に任ぜられる
- 1898年 東京帝国大学法科大学講師（1899年まで）
- 1899年 新設の京都帝国大学法科大学の助教授となり、直ちにヨーロッパに留学し、イタリアでロンブローゾに師事する。
- 1902年 帰国し、教授となる
- 1904年 法学博士となる
- 1914年 京都帝国大学を退職、弁護士となる
- 1923年12月17日 逝去（享年57）

## 栄典
- 1906年（明治39年）12月27日 - 従五位[1]
- 1910年（明治43年）
  - 2月21日 - 正五位[2]
  - 12月26日 - 勲四等瑞宝章[3]

## 著書
- 『刑法析義 各論之部上巻』（1899年）
- 『刑法析義 各論之部下巻』（1900年）
- 『刑法要論 総則』（1913年）
- 『刑法の理論及び政策』（1925年）